# Salon international de l'automobile de Genève 2000
Le Salon international de l'automobile de Genève 2000 est un salon automobile qui s'est tenu du 2 mars au 12 mars 2000 à Genève. Il s'agit de la 70e édition internationale de ce salon, organisé pour la première fois en 1905.